# Плавье (Закарпатская область)
Плавье — село в Свалявской городской общине Мукачевского района Закарпатской области Украины.
Население по переписи 2001 года составляло 845 человек. Почтовый индекс — 89332. Телефонный код — 3133.